# Dalton Highway

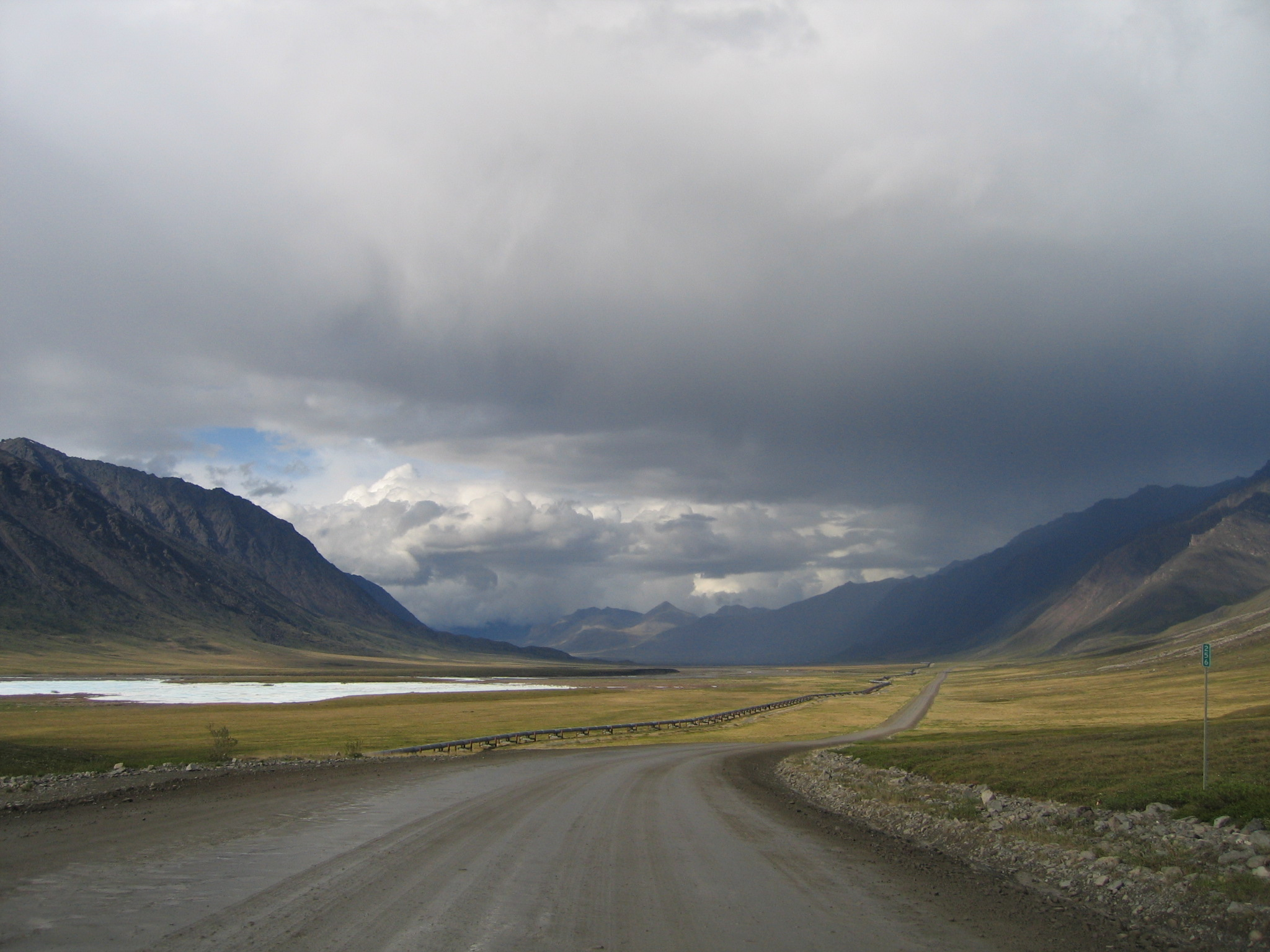
Milha 256 na Dalton Highway, ao norte da Continental Divide, na Brooks Range, Alasca.

A Dalton Highway é uma rodovia do Alasca. Foi construída para ligar Fairbanks e outras cidades com Prudhoe Bay. A estrada também conhecida como AK11.

## Localização e fatos
A rodovia James W. Dalton Highway ou rodovia Dalton (AK 11) tem 414 milhas (667 km) é uma rodovia no Alaska que começa na rodovia Elliot ao norte de Fairbanks e termina em Deadhorse, perto do oceano Ártico e dos campos de petróleo de Prudhoe Bay (no inverno a estrada acaba nos campos de petróleo no meio do mar.).
Fatos
A estrada já foi chamada de North Slope Haul Road.
Ela foi construída como uma via de abastecimento para apoiar a trans Alaska Pipeline System 1974. 
Em 1995 a estrada foi aberta a todos os tipos de veículos
A rodovia Dalton é uma das rodovias mais isoladas dos Estados Unidos, mesmo assim a rodovia tem bom fluxo de veículos nos meses de verão: cerca de 160 caminhões por dia, e nos de inverno cerca de 250. A Rodovia se estende alguns quilômetros para o mar mas só passam veículos autorizados.
Os caminhoneiros deram nome para as partes da rodovia Dalton como: montanha russa, duas milhas e meia, óleo derramado, prateleira, entre outros.
A rodovia foi o caminho do reality show Ice Road Truckers do canal History.